# Rómulo Royo
Rómulo Royo es un artista contemporáneo, nace en 1976 en Zaragoza.

Ha producido pinturas, libros, esculturas, fotografías, dibujos y vídeo instalaciones.
Sus trabajos tienen una conexión con el fetichismo sado, el género de fantasía y el pop. Nos acerca la ciencia ficción y fantasía de carácter actual al mundo de la pintura. Una versión personal y diferente a las temáticas actuales del mundo del arte. Le atrae los universos que nos transportan a otros mundos imaginarios y espacios atemporales, salir de la realidad cotidiana para sumergirse en los lugares más enigmáticos.
Su trabajo, aparte de exponerse en los circuitos del arte, es llevado a soportes de la cultura popular como libros de ilustración, novela gráfica, puzles, figuras, cartas, etc..
Su obra ha sido subastada en casas de subastas como Christie's o Ketterer Kunst.

## Biografía
Después de estudiar en la Escuela de Artes Diseño Gráfico e Ilustración y más tarde Historia en la Facultad de Filosofía que abandona, crea un grupo artístico, Grupo 3, basado en performances y comunicados de carácter dadaísta. Sus primeras influencias las encuentra en H. R. Giger, Anselm Kiefer o Jodorowsky.

En sus comienzos, 1995 a 1999 realiza ilustraciones para la editorial Norma. Su trabajo se publica internacionalmente como portadas de novela y revistas de cómics para las editoriales, Eura (Italia), Rad Moskbay (Rusia), Bastei (Alemania).

En el 2000 Romulo Royo inicia su carrera en la pintura, exhibe su obra en Museos como Museo Pablo Serrano, Museo Provincial de Huesca y Museo Provincial de Teruel. Expone en el Proyecto Meta que itinera por Valencia, La Coruña (España) Verona, Milán (Italia) Frankfurt (Alemania) Tokio (Japón). Sus trabajos empiezan a ser publicados en distintas revistas y periódicos.

A partir de este momento su obra se expone en importantes Galerías Privadas, Fundaciones, Museos y Ferias Internacionales, entre otras como Art Forum Berlin, FIAC, Art Basel Miami, Los Angeles Art Show, ARCO Madrid.

Realiza algunas de sus series más conocidas como Siamese, Blackened Times o Metal-Piel formada por pinturas, esculturas, instalaciones y medios tecnológicos. Que son expuestos en el Metelkova Museum, Can Framis Museum, XXV Bienal de Alejandría en el Museo de Alejandría, el Museo Maeztu de Estella, La 4ª Bienal de Arte Contemporáneo de Moscú, National Museum Metelkova of Slovenia, Centro de Arte Santa Mónica.

El trabajo conjunto de Rómulo Royo junto con Luis Royo tiene sus orígenes ya en 1994 cuando trabaja conjuntamente en el universo de Malefic. En los años sucesivos sus trabajos se apartaron, desarrollando su actividad independientemente en diferentes estudios y ciudades. En 2006 colabora junto con Luis Royo y emprenden viaje a Moscú, donde plasmarán su arte en la cúpula Medvedev de 24 metros de diámetro. De todo el proceso de este trabajo se publica el libro Dome.

En el 2008 vuelve a colaborar junto con Luis Royo para realizar pinturas de gran formato que se recogerán en el libro titulado Dead Moon, que posteriormente en 2010 sale publicada la obra titulada “llegará el día” en Spectrum XVIII, The Best In Contemporary Fantastic Art.
Su colaboración se solidificó y el resto de las creaciones como Demons y sobre todo el complejo proyecto multimedia Malefic Time, se realiza mano a mano.

Tratan un universo apocalíptico donde una civilización diezmada en sus habitantes, decrépita y ruinosa intenta sobrevivir ante luchas de Annunakis para librar la batalla final. En el corazón de este fatal escenario: Luz , su espada Malefic y sus muchas preguntas ocupa el protagonismo de la trama.

El proyecto reúne varios libros con pinturas, ilustraciones y guiones de tirada internacional, el libro Malefic Time, Apocalypse se presenta en el Salon del comic de Barcelona que edita Norma Editorial. Más tarde editaran el libro Bragelonne (Francia), Rizzoli Lizard (Italia), Cross Cult (Alemania)... y se presentara en otras ferias como la Feria del Libro de Fráncfort y la Feria Internacional del Libro de Guadalajara.

Otros formatos a los que llega la serie son la Novela Codex Apocalypse escrita por Jesus Vilches, el manga Soum, Kenny Ruiz y el grupo de música Avalanch compuso un álbum de personajes y secuencias del universo Malefic Time. Con giras internacionales y espectáculos de pintura en directo. Al mercado se han lanzado calendarios centrados en su arte y otros productos de merchandising como esculturas y cartas del tarot.

## Vida y Carrera
Desde edad muy temprana le cautiva la pintura, el cine y el cómic. Sus primeras influencias las encuentra en H. R. Giger, Anselm Kiefer o Jodorowsky. Crece con películas como Alien, Blade Runner de Ridley Scott, o La primera trilogía de Star Wars de George Lucas o el Tambor de Hojalata. Pero a partir de visionar la película New York Stories compuesta de tres historias cortas,  concretamente con Life Lessons dirigida por Martin Scorsese y escrita por Richard Price, en este momento supo que lo que quería era ser pintor.
Estudia en la Escuela de Artes, Diseño Gráfico e Ilustración y más tarde Historia en la Facultad de Filosofía que abandona para crear un grupo artístico, llamado Grupo 3, junto con Raul Navarro y Yago de Mateo, basado en performances y comunicados de carácter dadaísta. Al mismo tiempo realiza ilustraciones y encargos para Norma editorial que se publican internacionalmente como portadas de las series John Sinclair, Maddrax, Vampira (Alemania) o Lanciostory y Skorpio (Italia).